# Anna Gebert
Anna Gebert   (Varsòvia, 1979) és una violinista finlandesa nascuda a Polònia. Actualment, és professora de violí a la Universitat de les Arts de Zuric ZHdK i professora de música de cambra a l'Acadèmia de Música de Basilea, Suïssa.
Des de l'agost de 2007, va ser assistent de concertino de l'Orquestra Filharmònica de Colònia Gürzenich, i 2011-2018 primer concertino de l’Orquestra Simfònica de Trondheim.
Gebert va ser professor d'artista al Festival de Música de Cambra de Kuhmo des de l'any 2000, i va ser professor 2011-2020 a la Universitat Noruega de Ciència i Tecnologia NTNU a Trondheim. Des de la tardor de 2020 ha estat nomenada professora de violí a la Hochschule der Künste de Zuric i a partir de la tardor de 2021 professora de música de cambra a la Musik Akademie Basel. Les actuacions del festival inclouen Ravinia Festival Steans Institute, Prussia Cove, Sarasota, Holland Music Sessions, Staunton Music Festival, Trondheim Kamfest i Barokkfest, entre d'altres. Els seus socis de música de cambra han inclòs Yefim Bronfman, Gilbert Kalish, Ik-Wan Bae, Miriam Fried, Ana Chumachenco, Guy Braunstein, David Cohen, Paul Biss, Thomas Riebl i Svetlin Roussev.
Va ser membre de la Gustav Mahler Youth Orchestra i de la European Union Youth Orchestra 1994-1997 i Mahler Chamber Orchestra 1997-2000. Ha realitzat treballs substitutius en diverses ocasions, incloent-hi:
- Ajudant de concertista NDR Radiophilharmonie a Hannover, Museumsorchester Frankfurt, Dortmunder Philharmoniker, Staatsphilharmonie Rheinland-Pfalz, MusikFabrik, Stockholm Royal Philharmonic Orchestra, Stavanger Symphony Orchestra, HR-Sinfonieorchester Frankfurt, Stockholm Philharmonic Orchestra
- Primer concertista WDR Rundfunkorchester, Helsinki Philharmonic Orchestra, Estocolm Opera, Odense Symphony Orchestra,
- 3r cadira 1r violí de l'Orquestra Simfònica de Londres
- Líder de 2n violins a Symphonieorchester des Bayerischen Rundfunks, Mahler Chamber Orchestra i Bayerisches Staatsorchester.
- Ensembles barrocs: Berliner Barocksolisten, Trondheim Barokk, Norwegian Baroque Orchestra, Barokkanerne, La Scintilla, Helsinki Baroque Orchestra

Va estudiar amb Igor Bezrodny a Helsinki Sibelius-Academy, Magdalena Rezler a Friburg i Ana Chumachenco a Múnic. Va ser estudiant Fulbright (Diploma d'Artista) a la Universitat d'Indiana a Bloomington amb Miriam Fried i Paul Biss, incloent estudis de violí barroc amb Stanley Ritchie. Gebert va ser membre de l’Acadèmia Karajan sota la tutela de Guy Braunstein i Christian Stadelmann, i un substitut a temps complet de l'Orquestra Filharmònica de Berlín 2005–2007. Toca un violí Joseph Gagliano de 1796 cedit d'una col·lecció privada.